# Província de Salta
Salta (al text de la Constitució provincial: Província de Salta) és una de les vint-i-tres províncies de la República Argentina. Alhora, és un dels vint-i-quatre estats autogovernats o jurisdiccions de primer ordre que conformen el país, i un dels vint-i-quatre districtes electorals legislatius nacionals. La seva capital és l'homònima Salta.
Està ubicada al nord-oest argentí, limitant al nord amb la província de Jujuy i amb els departaments de Potosí i Tarija, a Bolívia, fins al trifini fita Esmeralda, on comença la seva frontera amb el departament de Boquerón, al Paraguai, (cap al nord-est), a l'est amb les províncies de Formosa i Chaco, al sud amb les de Santiago del Estero, Tucumán i Catamarca, ia l'oest amb la Regió d'Antofagasta a Xile. Amb 155 488 km² és la sisena jurisdicció de primer ordre més extensa, per darrere de les províncies de Buenos Aires, Santa Cruz, Chubut, Río Negro i Córdoba.